# Generation (Technik)
Eine (technische) Generation ist eine in der „Entwicklung auf einer bestimmten Stufe stehende, durch eine bestimmte Art der Konzeption und Konstruktion gekennzeichnete Gesamtheit von Geräten“, Arzneimitteln oder Ähnlichem. Solche Generationen werden häufig durchnummeriert, z. B. Wostok 1, Golf 1 etc. Man spricht dann auch von „Serien“ oder „Modellen“ (Vorgängermodell, Nachfolgemodell). Entwicklungsstufen von Software werden als Versionen bezeichnet.

## Kopiengenerationen
Bei Vervielfältigungstechniken, in denen von einer Kopie weitere Kopien gezogen werden können, wie z. B. Film, Magnetband, Fotokopie, spricht man von Kopiengenerationen. Das Original ist stets die 1. Generation, die Kopie die 2. Generation, die Kopie der Kopie die 3. Generation usw. Üblicherweise wird die Anzahl der Generationen möglichst klein gehalten, um den Kopierverlust zu minimieren, also den Verlust von Information durch technische Unvollkommenheiten des Prozesses.